# Jacob Pebley
Jacob Matthew Pebley (Albany, 17 de septiembre de 1993) es un deportista estadounidense que compitió en natación, especialista en el estilo espalda.
Ganó una medalla de bronce en el Campeonato Mundial de Natación de 2017 y tres medallas de plata en el Campeonato Mundial de Natación en Piscina Corta de 2016.
Participó en los Juegos Olímpicos de Río de Janeiro 2016, ocupando el quinto lugar en la prueba de 200 m espalda.

## Palmarés internacional
| Campeonato Mundial                  | Campeonato Mundial | Campeonato Mundial | Campeonato Mundial |
| Año                                 | Lugar              | Medalla            | Prueba             |
| ----------------------------------- | ------------------ | ------------------ | ------------------ |
| 2017                                | Budapest (Hungría) | Medalla de bronce  | 200 m espalda      |
| Campeonato Mundial en Piscina Corta |                    |                    |                    |
| Año                                 | Lugar              | Medalla            | Prueba             |
| 2016                                | Windsor (Canadá)   | Medalla de plata   | 200 m espalda      |
| 2016                                | Windsor (Canadá)   | Medalla de plata   | 4 × 200 m libre    |
| 2016                                | Windsor (Canadá)   | Medalla de plata   | 4 × 50 m estilos   |